# Jean-Marie du Lau d'Alleman
Jean-Marie du Lau d'Alleman (Biras, 30 ottobre 1738 – Parigi, 2 settembre 1792) è stato un arcivescovo cattolico francese ucciso durante il periodo del Terrore.

## Biografia
Era figlio di Armand du Lau, signore di La Coste, Savignac e La Roche, e di sua moglie Françoise de Salleton. Suo zio paterno, Jean-Louis du Lau, fu vescovo di Digne.
Jean-Marie si licenziò in teologia all'università di Parigi e fu ammesso nella società reale di Navarra. Fu canonico e tesoriere della cattedrale di Saint-Antonin a Pamiers, vicario generale dell'arcidiocesi di Bordeaux, priore commendatario di Gabillou, in diocesi di Périgueux, e abate commendatario di Ivry, in diocesi di Évreux. Fu consigliere del re nel suo Consiglio di Stato e agente generale del clero.
Nonostante la giovane età, fu nominato arcivescovo di Arles il 2 marzo 1775 da Luigi XVI, confermato il 24 aprile e consacrato il 1º ottobre successivo da Jean-François de Montillet, arcivescovo di Auch.
Fu eletto deputato del clero del siniscalcato di Arles agli stati generali del 1789 e difese i tradizionali privilegi di clero e nobiltà.
Arrestato a Parigi l'11 agosto 1792, fu imprigionato nell'ex convento dei Carmelitani scalzi (Hôtel des Carmes). Fu assassinato dalla folla il 2 settembre successivo insieme con numerosi altri ecclesiastici, tra cui suo cugino e vicario generale Armand de Foucauld de Pontbriand.

## Il culto
Papa Pio XI lo proclamò beato il 17 ottobre 1926, insieme con gli altri martiri dei massacri di settembre.
L'elogio dei beati Jean-Marie du Lau, François-Joseph e Pierre-Louis de La Rochefoucauld e dei novantatré compagni massacrati nell'Hôtel des Carmes si legge nel Martirologio romano al 2 settembre.

## Genealogia episcopale
La genealogia episcopale è:
- Cardinale Scipione Rebiba
- Cardinale Giulio Antonio Santori
- Cardinale Girolamo Bernerio, O.P.
- Arcivescovo Galeazzo Sanvitale
- Cardinale Ludovico Ludovisi
- Cardinale Luigi Caetani
- Cardinale Ulderico Carpegna
- Cardinale Paluzzo Paluzzi Altieri degli Albertoni
- Papa Benedetto XIII
- Cardinale Melchior de Polignac
- Arcivescovo Jean-François de Chatillard de Montillet-Grenaud
- Arcivescovo Jean-Marie du Lau d'Alleman